# Etel Solingen
Etel L. Solingen (* 17. November 1952 in Argentinien) ist eine US-amerikanische Politikwissenschaftlerin, die Professorin für Friedens- und Konfliktforschung an der University of California, Irvine ist. 2012/13 amtierte sie als Präsidentin der International Studies Association (ISA). Seit 1994 beschäftigt sie sich mit der Frage, warum einige Staaten Atomwaffen erworben haben, während andere seit der Einführung des Atomwaffensperrvertrags darauf verzichten. Für diese Forschungen wurde sie 2018 mit dem William and Katherine Estes Award ausgezeichnet.
Solingen machte 1974 ihren Bachelor-Abschluss (Politikwissenschaft und Geschichte) an der Hebräischen Universität Jerusalem und ihr Master-Examen 1981 an der University of California, Los Angeles, wo sie 1987 zur Ph.D. promoviert wurde. Seit 1989 lehrt und forscht sie an der University of California, Irvine, ab 2018 als Distinguished Professor and Thomas T. And Elizabeth C. Tierney Chair in Peace Studies. 2020 hatte sie die Susan-Strange-Professur an der London School of Economics inne.

## Schriften (Auswahl)
- Comparative regionalism. Economics and security. Routledge, London / New York 2015, ISBN 978-0-415-62278-3.
- Nuclear logics. Contrasting paths in East Asia and the Middle East. Princeton University Press, Princeton 2007, ISBN 978-0-691-13147-4.
- Regional orders at century's dawn. Global and domestic influences on grand strategy. Princeton University Press, Princeton 1998, ISBN 0-691-05879-2.
- Industrial policy, technology, and international bargaining. Designing nuclear industries in Argentina and Brazil. Stanford University Press, Stanford 1996, ISBN 0-8047-2601-9.